# はじまりのうた/ナイスバディ
「はじまりのうた/ナイスバディ」は、PUFFYの18枚目のシングル。2005年7月13日にキューンレコードから発売された。

## 解説
- レーベル移籍第1弾シングル。
- 前作から1年半ぶりのシングルであり、引き続きアンディ・スターマーがプロデュース。
- 「はじまりのうた」は、アニメ映画『劇場版ポケットモンスター アドバンスジェネレーション ミュウと波導の勇者 ルカリオ』の主題歌。
  - 曲調は非常にポップで、歌詞にはポケモンのタイプ[注釈 1]が羅列されていたり、子供に分かりやすい内容である。
  - この曲のPVは、愛・地球博とともに名古屋で期間限定開園された「ポケパーク」で撮影された。
  - 作曲はアンディとBleuとなっており、Bleuは2002年の北米ツアーでほとんどのオープニングアクトを務めた。
- 「ナイスバディ」は、ダイハツ工業「ムーヴラテ」のCMソング。
  - この曲のPVは、潮来市のショッピングセンター「アイモア」で撮影された。

## 収録曲
（全作詞：PUFFY、編曲：Andy Sturmer）
1. はじまりのうた [4:22]
作曲：Andy Sturmer・Bleu
2. ナイスバディ [3:16]
作曲：Andy Sturmer・Andy Thompson
3. はじまりのうた <オリジナルカラオケ> [4:22]
4. ナイスバディ <オリジナルカラオケ> [3:13]